# Puente de la Amistad Tayikistán-Afganistán
El Puente de la Amistad Tayikistán - Afganistán conecta los dos bancos de la región de Darvaza a través del río Panj (más abajo se conoce con el nombre de Amu Darya) que separa los países asiáticos de Tayikistán y Afganistán, en el pueblo de Khorugh. Fue inaugurado el 6 de julio de 2004 por el presidente de Tayikistán Emomali Rahmonov, el vicepresidente de Afganistán Nematullah Shahrani y el imán Aga Khan, el puente fue construido a un costo de USD $ 500.000 por la Red de Desarrollo Aga Khan (AKDN) con el apoyo y colaboración de los gobiernos de los Estados Unidos y Noruega. 